# ヒトコグノーム計画
ヒトコグノーム計画（ヒトコグノームけいかく、英: Human Cognome Project）とは、人間の認知機能の全貌の解明を目指す学際的な大型プロジェクト。ヒトゲノム計画の脳バージョン。現時点では概念が提唱されているだけで、実施されてはいない。2002年にスタンフォード大学の客員研究員、ロバート・ホーン(Robert E. Horn)によって提唱された。